# ニコール・トム
ニコール・トム（Nicholle Tom、1978年3月23日 - ）は、アメリカ合衆国の女優。

## 出演作品
- キャッスル　～ミステリー作家は事件がお好き シーズン2
- メンタル：癒しのカルテ
- WITHOUT A TRACE/FBI 失踪者を追え! ファイナル・シーズン
- メンタリスト シーズン1
- コールドケース 迷宮事件簿5
- クリミナル・マインド FBI行動分析課3
- バーン・ノーティス　元スパイの逆襲 シーズン1
- パリス・ヒルトン in HOLLYWOOD☆SCANDAL
- パニック／脳壊
- ベートーベン2
- ベートーベン